# Jacques a dit
 (juin 2018).
Si vous disposez d'ouvrages ou d'articles de référence ou si vous connaissez des sites web de qualité traitant du thème abordé ici, merci de compléter l'article en donnant les références utiles à sa vérifiabilité et en les liant à la section « Notes et références ».
Pour l’article ayant un titre homophone, voir Jacadi.
Pour les articles homonymes, voir Jacques a dit (chanson) et Simon Says.
Jacques a dit est un jeu de société (majoritairement joué par des enfants) nécessitant un maître de jeu qui endosse le rôle de Jacques et plusieurs joueurs. 
Le maître de jeu donne des ordres faisant souvent référence aux parties du corps comme :
- « Jacques a dit : touchez-vous le nez ! »
- « Jacques a dit : pointez l’index vers le genou gauche ! »

Les joueurs ne doivent exécuter l’ordre que lorsque la phrase commence par « Jacques a dit : ». Si le maître de jeu ordonne par exemple : « Sautez sur place ! » sans avoir débuté exactement par « Jacques a dit : … », ceux qui ont exécuté l'ordre sont éliminés.
Si l'ordre est correctement donné, mais que le joueur l'exécute mal ou ne l’exécute pas, il est aussi éliminé.
On entend régulièrement des joueurs énoncer à tort "Jacadi a dit" avant de lancer une consigne. Cette formulation redondante pourrait venir d'une confusion liée à la marque de vêtements pour enfants Jacadi, elle-même issue de la contraction du nom de ce jeu populaire.[réf. nécessaire]
Au Québec, ce jeu s’appelle Jean dit (« Jean dit : … » étant la phrase remplaçant « Jacques a dit : … »).
Dans les pays anglophones, ce jeu s’appelle Simon says (« Simon says : ... » littéralement « Simon dit : ... », le prénom Simon remplaçant le prénom Jacques).
Il a été remis au goût du jour depuis son utilisation massive dans les dialogues du film Une journée en enfer (1995) de John McTiernan, et a été utilisé plus récemment, en 2007, dans la chanson Jacques a dit, écrite par Zazie et interprétée par Christophe Willem[réf. nécessaire].